# Et Haremsæventyr
Et Haremsæventyr er en stumfilm fra 1915 instrueret af Holger-Madsen efter manuskript af Otto Rung.